# Журавлёв, Никита Степанович
Ники́та Степа́нович Журавлёв (14 сентября 1826 года, Екатеринослав — ?) — русский военный деятель, генерал-майор.

## Биография
Из дворян Екатеринославской губернии.
Окончил курс наук в Новгородском графа Аракчеева кадетском корпусе, куда поступил 3 апреля 1839 года. Произведён в унтер-офицеры 12 сентября 1843 года.
Переведён в Дворянский полк (будущее Константиновское военное училище) 5 августа 1845 года. Там он обучался Закону Божию, языкам: русскому, французскому и немецкому, механике, химии, минералогии, статистике, всеобщей истории, законоведению, тактике, артиллерии, фортификации и черчению планов ситуационных артиллерийских и фортификационных. В списке воспитанников, удостоенных к выпуску офицерами, указан под № 16 как Никита Журавлёв 2-й. Первоначально предполагалось выпустить его подпоручиком в Витебский егерский полк.
Произведён в подпоручики 14 августа 1847 года. В службу вступил из унтер-офицеров Дворянского полка подпоручиком в Мингрельский егерский полк. Прибыл к месту службы 12 октября 1847 года.

## Награды
- Орден Святой Анны 4-й степени с надписью «За храбрость» (1855);
- Орден Святой Анны 3-й степени (1861);
- Орден Святого Станислава 2-й степени (1864);
- Орден Святого Владимира 4-й степени с бантом за 25 лет службы в офицерских чинах (1875);
- Орден Святой Анны 2-й степени (1881);

### Медали
- серебряная медаль «За покорение Чечни и Дагестана 1857—1859»
- бронзовая медаль «В память войны 1853—1856»
- бронзовая медаль «За усмирение польского мятежа 1863—1864»
- Крест «За службу на Кавказе»

## Сайт
Представители семейства Журавлёвых